# Le Saut dans le vide
Pour plus de détails, voir Fiche technique et Distribution.
Le Saut dans le vide (Salto nel vuoto) est un film italien réalisé en 1979 par Marco Bellocchio et sorti en salles en février 1980.

## Synopsis
Mauro Ponticelli, juge célibataire, vit à Rome avec sa sœur Marta qui s'occupe de lui depuis qu’il est enfant. Il n’en peut plus de la relation de dépendance qui le lie à Marta. Celle-ci, à l’approche de la ménopause, devient de plus en plus instable, touchée par des problèmes psychologiques et ayant des envies de suicide. Elle semble sortir de sa dépression lorsque son frère favorise sa rencontre avec Giovanni Sciabola, acteur brillant agissant aux limites de la légalité. Il lui vient alors une idée : et si Giovanni l’aidait à se débarrasser de sa sœur ?

## Fiche technique
- Titre : Le saut dans le vide
- Titre original : Salto nel vuoto
- Réalisateur : Marco Bellocchio assisté de Inigo Lezzi
- Scénario : Marco Bellocchio, assisté de Piero Natoli et Vincenzo Cerami
- Décors : Andrea Crisanti et Amedeo Fago
- Costumes : Lia Francesca Morandini
- Image : Giuseppe Lanci
- Montage : Brigitte Sousselier
- Musique originale : Nicola Piovani
- Production : Anna Maria Clementelli, et Silvio Clementelli
- Sociétés de production : Clesi Cinematografica et Odyssia, MK2 (coproduction), RAI et Polytel International Film (associées)
- Durée : 120 min
- Format : Couleurs – 35 mm
- Dates de sortie :
  - Italie : 14 février 1980
  - France : 21 mai 1980

## Distribution
- Michel Piccoli : Mauro Ponticelli
- Anouk Aimée : Marta Ponticelli
- Michele Placido  : Giovanni Sciabola
- Gisella Burinato (it)  : Anna, la femme de chambre
- Antonio Piovanelli (it) : Quasimodo
- Anna Orso : Marilena
- Adriana Pecorelli : Sonia
- Pier Giorgio Bellocchio : Giorgio, le jeune fils d'Anna

## Autour du film
- Pour ce film, Michel Piccoli et Anouk Aimée furent tous deux récompensés par le prix d'interprétation au Festival de Cannes 1980.
- Pour ce film, Marco Bellocchio a également dirigé son épouse Gisella Burinato (it) et leur jeune fils Pier Giorgio Bellocchio alors âgé de 5 ans.